# 保鏢

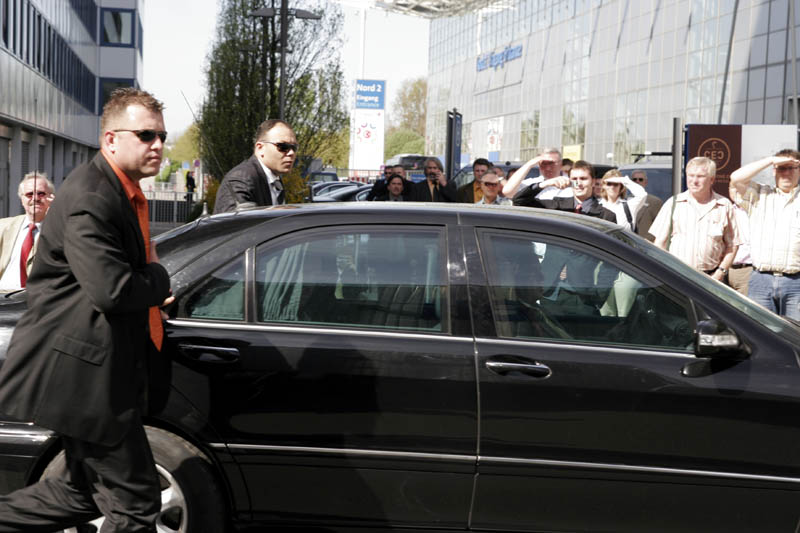
兩名隨扈（戴墨鏡者）貼身保護土耳其總理的座駕。

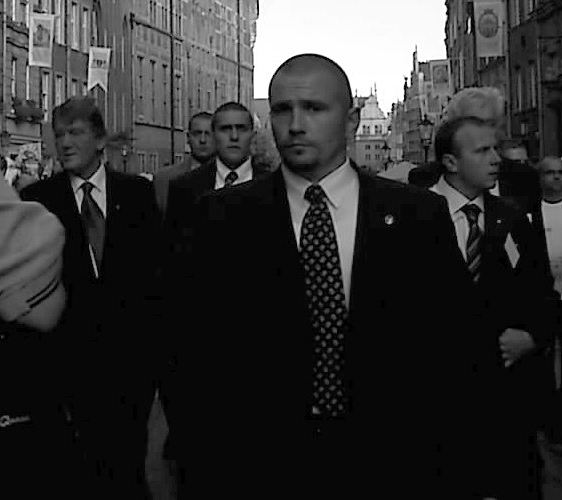
保護烏克蘭總統尤申科（左後方）的一群隨扈。

保鏢又稱保鑣，是一份職業及工作種類。現代而言，保鏢是專門負責要員保護任務的人員，以防止目標被暗殺、綁架、攻擊、騷擾、侮辱及機密外洩等。保護政治人物及官員者，亦稱為隨扈。隨扈的指揮及派任在各國基本上均有其專門單位，例如美國秘勤局及香港警務處要員保護組等等。

## 服裝
有軍人及警察身份的保鏢出勤時為了低調，通常不會穿著軍裝或警察制服，而是以西裝以至便服代替。為了防止身份遭辨認而造成困擾，部份會於執勤時戴上墨鏡及帽子等。為避免有心人士假冒，保鏢通常會佩戴徽章或其它物品辨別彼此。

## 訓練
保鏢通常接受過槍械、武術及拳術等專業訓練，同時亦接受過急救及防衛性駕駛等訓練，務求在有狀況發生時，有能力保護重要人員脫離危險範圍。隨扈通常由警察或者軍人中挑選出優秀者，經過身世調查後，再加以額外訓練。一般企業家及藝人的保鏢則由民間的保全公司，通常聘用退役警察或者軍人。

## 裝備
官方保鏢的武器以槍械為主，民間保鏢則可能因為法律原因而不能夠擁有槍械，則可能以電擊棒及警棍等代替，以至徒手。
另外，除了武器外，保鏢的裝備也有以公事包偽裝的防彈盾牌及急救包等等。為便於連絡，也通常會攜帶無線電對講機。

## 香港
在香港，民間保鏢是介乎於乙類保安工作（就任何人、處所或財產提供的、無須攜帶槍械彈藥執行的護衛工作）和丙類保安工作（須攜帶槍械彈藥執行的護衛工作）之間；擔任此職業的人士，必須持有由香港警務處警察牌照課簽署發行的保安人員許可證。假若沒有，則必須報讀由民間培訓機構舉辦的基礎保安訓練課程，完成課程並且考試合格後，便可以獲得證書；而這張證書可以用作申請保安人員許可證的文件之一。此外，僱員再培訓局舉辦的標準保安及物業管理課程和高級保安及物業管理課程證書亦獲得認可。

## 外部連結

### 香港
- 香港保安局：保安人員許可證（页面存档备份，存于）